# Opera Tower
Pour les articles homonymes, voir Opera tower (homonymie).
L'Opera Tower est un gratte-ciel résidentiel de 166 mètres de hauteur construit à Miami en Floride aux États-Unis de 2005 à 2007. Il comprend 635 appartements de luxe.
L'architecte est l'agence Corradino